# Bola de foc de Naga

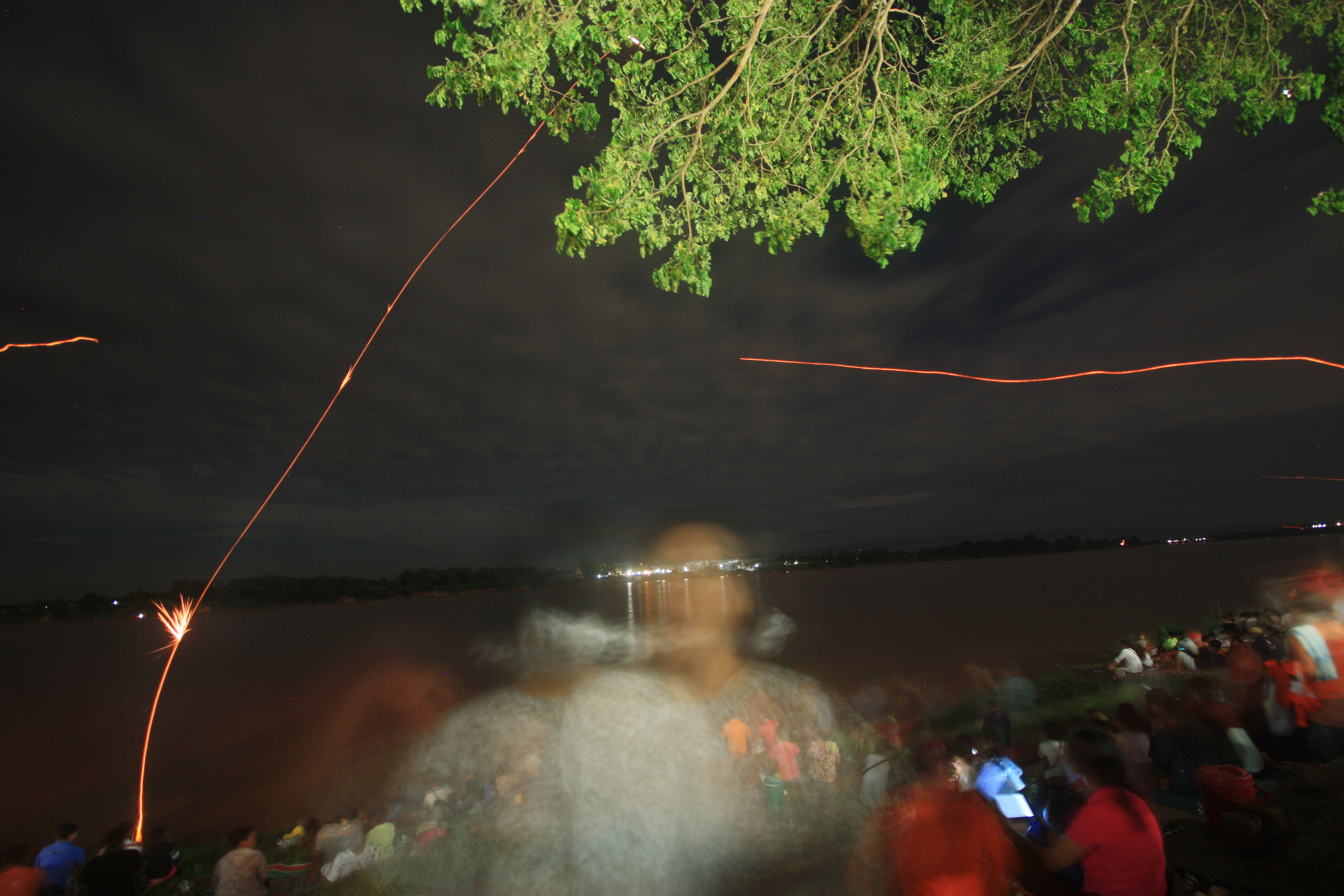
Fotografia nocturna del fenomen feta el 19 d'octubre de 2013

Les Boles de foc del Naga és un fenomen que ocorre en el riu Mekong (situat a Tailàndia -províncies de Nong Khai i Isaan- i a Laos) en el qual les boles de foc que brillen intensament s'eleven de les profunditats. Les boles són de color vermellós i vora la grandària d'un ou; s'alcen un parell de centenars de metres abans de desaparèixer. El nombre de boles de foc és variable, es va informar de fins a desenes de milers per nit.
Les boles de foc s'han vist durant segles i es poden observar més sovint al voltant de la nit de Wan Ok Phansa (al final del retir budista de les pluges) a l'octubre, encara que les exhibicions també s'han divulgat en març, abril, maig, juny i setembre. El fenomen, que cada any atrau a milers de turistes, coincideix amb el final del Festival Budista de Lent a la província de Nong Kai, prop de la frontera amb Laos, les nits de lluna plena d'octubre.
Els nadius creuen que són produïdes pel déu-serp Nāga, els científics especulen amb algun tipus de fermentació en el fons de l'aigua i hi ha qui diu que són trets o bengales de soldats.